# انقلاب 1986 في ليسوتو
في 15 يناير 1986، وقع انقلاب عسكري في ليسوتو بقيادة الجنرال جاستن ليخانيا. أدى ذلك إلى تنحية رئيس الوزراء ليبوا جوناثان، الذي شغل المنصب منذ عام 1965 وتولى سلطات دكتاتورية في انقلاب 1970، بعد إلغاء الانتخابات العامة.
أعلن الجنرال ليخانيا عن إنشاء المجلس العسكري، الذي سيمارس جميع السلطات التنفيذية والتشريعية باسم الملك موشويشوي الثاني. في نهاية المطاف، نشأ صراع على السلطة بين ليخانيا والملك، حيث أُجبر الأخير على المنفى في المملكة المتحدة في فبراير 1990. أطيح بخانيا نفسه في انقلاب عام 1991، بقيادة العقيد إلياس فيزوانا رامايما.